# Xavier Areny
Xavier Areny Fite (ur. 8 maja 1957) – andorski narciarz alpejski, olimpijczyk. Brał udział w igrzyskach w roku 1976 (Innsbruck). Nie ukończył żadnej z konkurencji, w których startował.

## Letnie Igrzyska Olimpijskie 1976 w Innsbrucku
| Konkurencja   | I zjazd | I zjazd | II zjazd | II zjazd | Klas. końcowa | Klas. końcowa |
| Konkurencja   | Czas    | Miejsce | Czas     | Miejsce  | Punkty        | Miejsce       |
| ------------- | ------- | ------- | -------- | -------- | ------------- | ------------- |
| slalom gigant | 2;05,86 | 74.     | AC       | DNF      | AC            | DNF           |
| slalom        | AC      | DNF     | AC       | DNF      | AC            | DNF           |
| zjazd         | AC      | DNF     | AC       | DNF      | AC            | DNF           |